# Sabah (jornal)
O Sabah ("Manhã" em turco) é um jornal diário turco de grande circulação, com tiragens diárias superiores a 350 000 exemplares (400 000 em abril de 2009).
Em 2007 o governo liderado por Recep Tayyip Erdoğan processou o jornal com base num documento legal que não tinha sido divulgado às autoridades quando o Sabah foi vendido em 2001. Alguns dos funcionários do jornal foram despedidos e o jornal foi depois comprado pela empresa Calik Holding AS, cujo diretor executivo (CEO) era o genro de Erdoğan. Segundo Asli Aydintasbas, a chefe de redação da delegação em Ancara até aquela compra, desde então que o jornal adotou uma "linha decididamente pró-governamental".
Desde 2009 que o jornal inclui como suplemento dominical o The New York Times International Weekly, uma seleção de artigos do The New York Times traduzidos para turco.